# Матрёшка

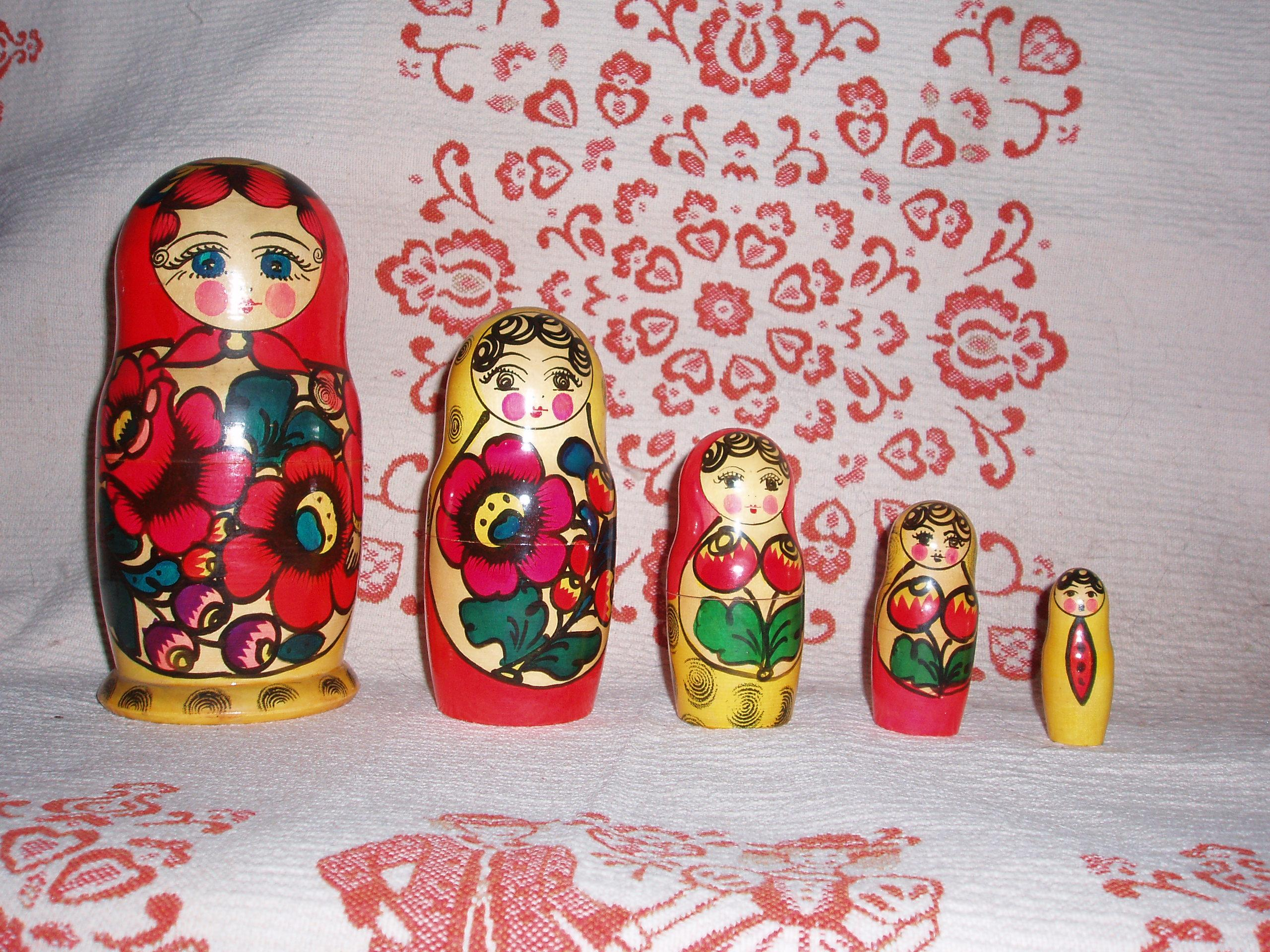
Матрёшка в ряд. Вариант с ниспадающим платком, упрощённым передником, росписью цветами и бутонами

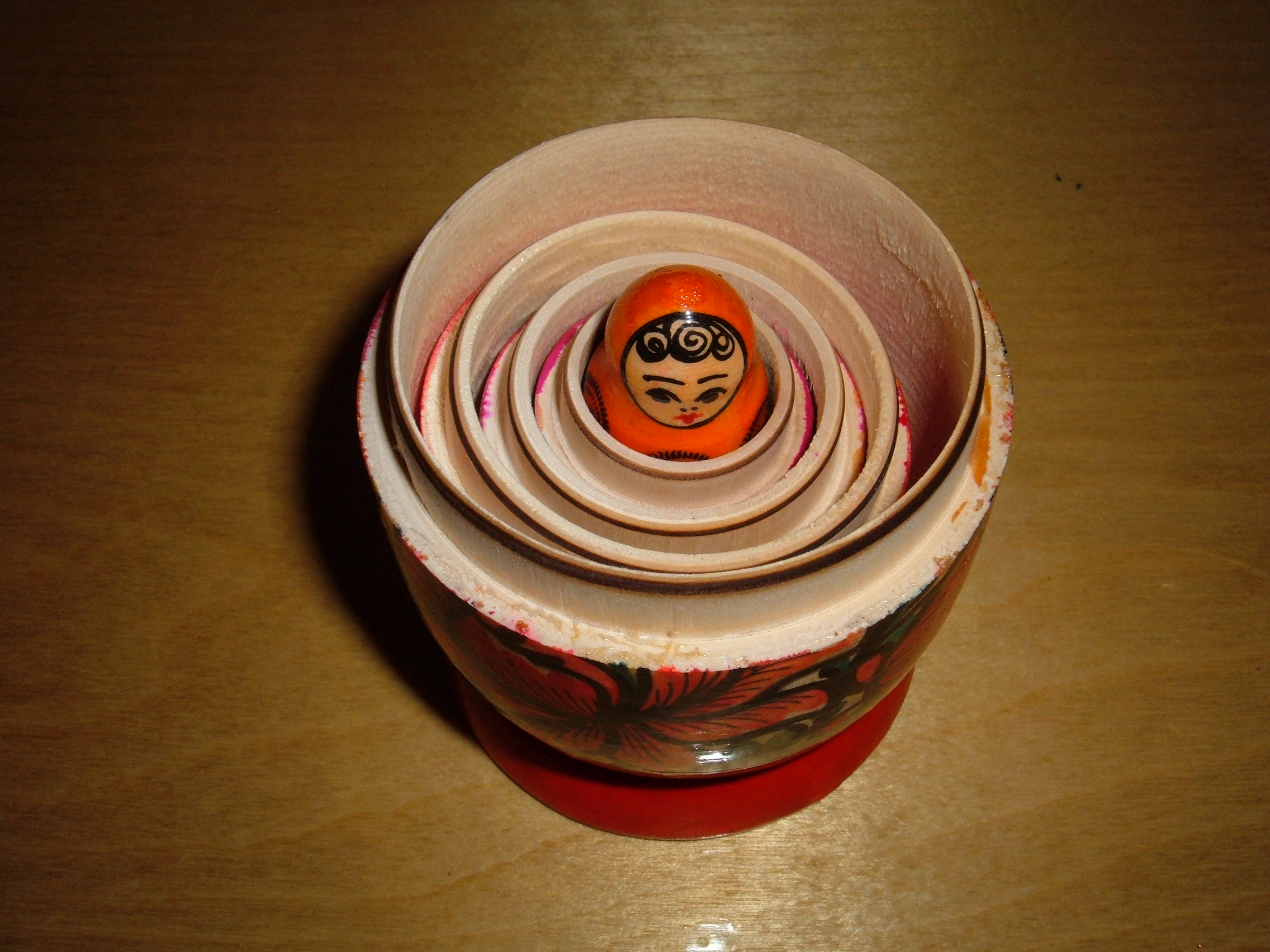
Размещение открытых матрёшек во внутренних полостях. Нижние половинки имеют соединительный уступ, совпадающий с выемкой у верхних половинок. Самая большая оканчивается подставкой

Матрёшка — русская деревянная игрушка в виде расписной куклы, внутри которой находятся подобные ей куклы меньшего размера. Восходит к кукле-укладке (многосоставная игрушка). Число вложенных кукол — обычно три и более. Обычно имеют форму яйца с плоским донцем и состоят из двух разъёмных частей, верхней и нижней. На традиционных матрёшках изображена женщина в красном сарафане и платке. В наше время темы для росписи разнообразны: сказочные персонажи, девушки, а также семьи.

## Версии возникновения
Технология изготовления расписной деревянной игрушки из нескольких предметов, вкладывавшихся друг в друга, была известна на Руси давно (в качестве примера можно привести яйца-писанки).
Считается, что русская деревянная расписная кукла появилась в 1890-х годах, когда бурное экономическое и культурное развитие страны сопровождалось подъёмом национального самосознания и интереса к русской культуре. В этот период в Российской империи возникло художественное направление, известное как «русский стиль» . Его последователи, в частности, занимались возрождением и развитием традиций народной крестьянской игрушки. В Москве в этом направлении работала мастерская «Детское воспитание», где художники вначале создавали куклы, наряды которых повторяли праздничную женскую одежду жительниц различных российских губерний и уездов. Именно здесь, по-видимому, появилась идея создания русской деревянной куклы. Первые эскизы разработал профессиональный художник, активно продвигавший «русский стиль» в искусстве. По другой версии, Малютин создал свою первую матрёшку, работая в Музее кустарных изделий.

## История
В конце XIX века, когда шли поиски «русского народного стиля», Е. Г. Сапожникова-Мамонтова привезла из Японии вкладывающиеся друг в друга куколки, изображающие «семь богов счастья» (яп. 七福神, ситифукудзин), которые вдохновили русских мастеров, придумавших матрёшку.
Первая изготовленная в 1890 году В. П. Звёздочкиным и С. В. Малютиным восьмиместная кукла, получившая название «Матрёна», представляла собой круглолицую крестьянскую девушку в вышитой рубашке, сарафане и переднике, накрытую цветастым платком, в руках у которой был чёрный петух. За девочкой с чёрным петухом следовал мальчик, затем опять девочка. Все фигурки отличались друг от друга, а последняя, восьмая, изображала спелёнатого младенца. Появилась первая русская матрёшка на свет в московской мастерской-магазине «Детское воспитание», принадлежавшей семье издателя и типографа Анатолия Ивановича Мамонтова, брата известного промышленника и мецената Саввы Мамонтова. В 1890 году началось их массовое производство в качестве игрушек и сувениров.
В 1900 году матрёшка была впервые представлена на международной выставке кустарных ремёсел в Париже и была награждена медалью, однако в условиях начавшегося экономического кризиса в том же 1900 году мастерская «Детское воспитание» закрылась и весь её ассортимент перешёл к земской учебно-показательной мастерской в Сергиевом Посаде. В результате, именно Сергиев Посад (где была развита резьба по дереву и проживали семьи ремесленников-изготовителей игрушек) стал основным центром производства матрёшек.
В 1904 году крупный заказ на матрёшки поступил из Парижа, в дальнейшем начался их экспорт в другие страны. Побывавший в 1916 году в России японский художник и педагог Ямамото Канаэ посетил школу для деревенских детей, основанную Львом Толстым. На Ямамото Канаэ большое впечатление произвели тамошние уроки трудового мастерства. Вывезя из России русские игрушки, он организовал на севере страны в префектуре Нагано промыслы, где крестьяне стали производить на продажу «чисто японские» игрушки, у которых обнаруживается русская родословная.
В 1909 году к столетию Н. В. Гоголя были выточены матрёшки, изображавшие героев «Ревизора» и «Тараса Бульбы». Позже были созданы куклы на сюжеты сказок А. С. Пушкина, народных былин и сказаний.
До революции 1917 года куклы-матрёшки называли «Матрёна» или «Матрёшка». Это имя входило в число наиболее распространённых женских имён и ассоциировалось с матерью многочисленного семейства, обладавшей хорошим здоровьем и дородной фигурой. Впоследствии это имя сделалось нарицательным и стало означать токарное разъёмное красочно расписанное деревянное изделие.
В 1970 году для всемирной выставки «Экспо-70» в Японии была изготовлена 70-местная матрёшка высотой один метр.

## Изготовление

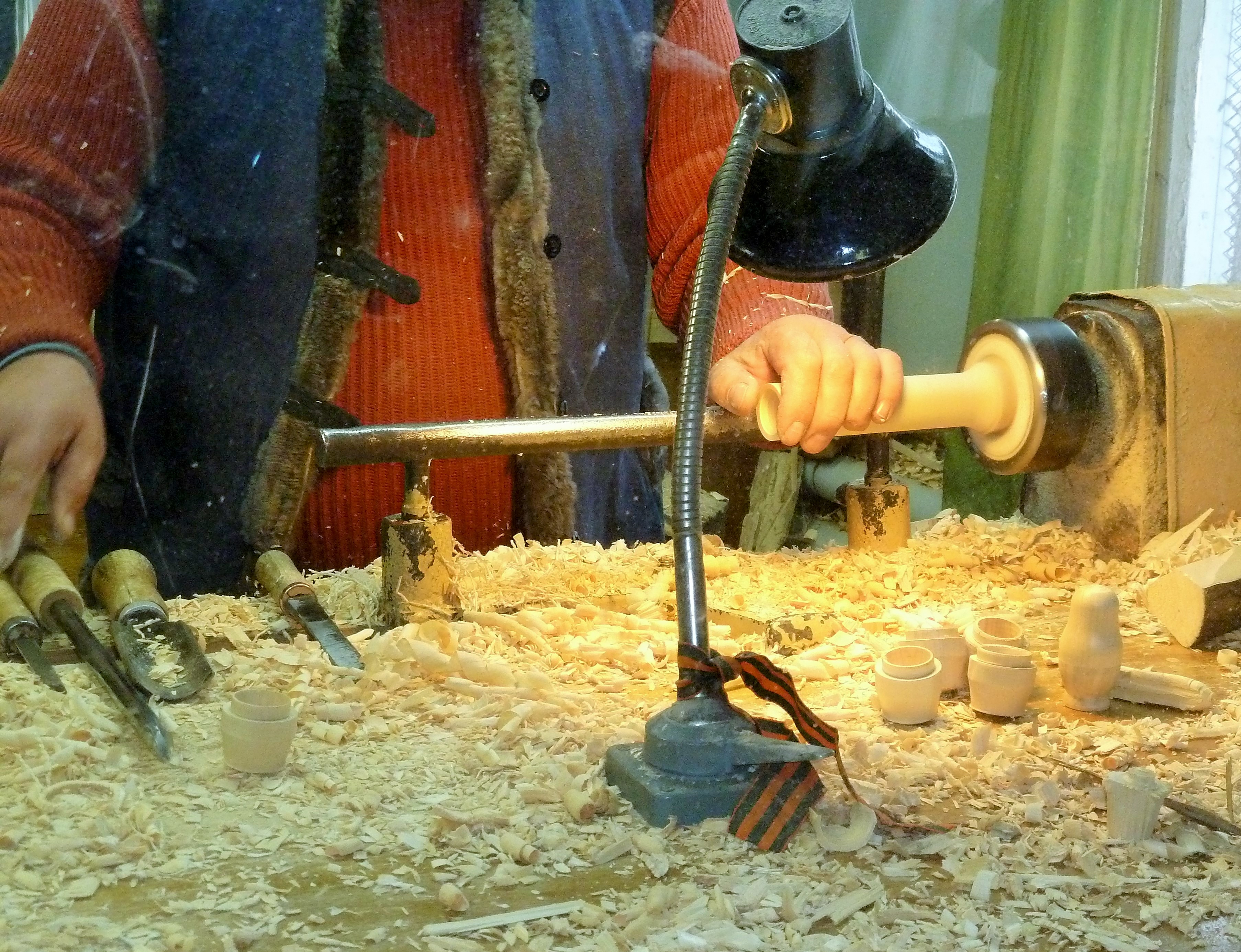
Придание формы инструментами. Внутренние полости так и остаются открытой древесиной без какого-либо покрытия

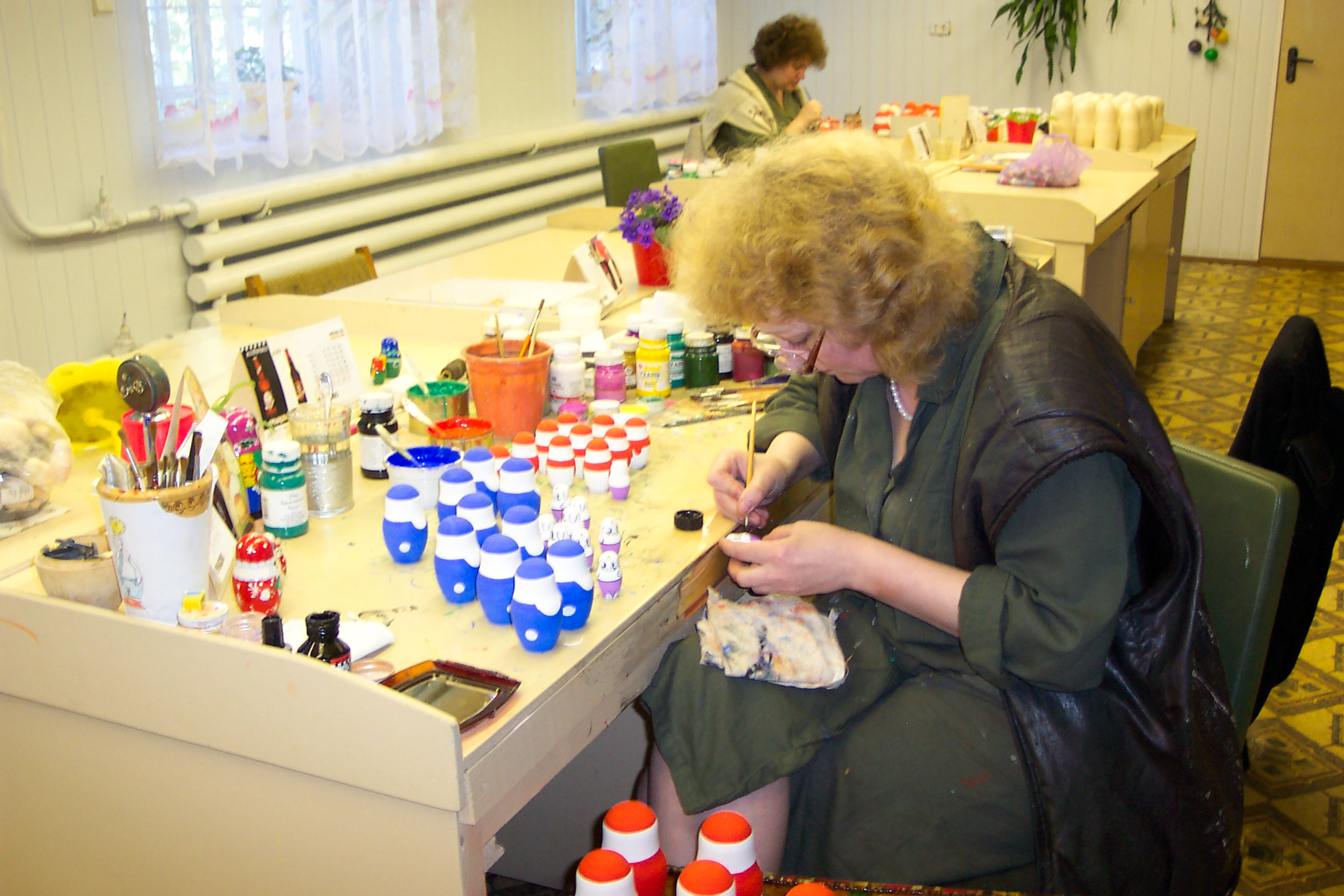
Раскраска

Самые первые матрёшки были приземистыми, голова у них плавно переходила в туловище; рисунок на поверхности поначалу выжигали, поэтому каждый комплект стоил очень дорого (цена одной подарочной куклы могла доходить до 25-50 рублей), позднее их начали раскрашивать.
В начале XX века в Сергиевом Посаде начали выпускать более стройные матрёшки, позднее появились матрёшки-неваляшки. Помимо традиционных матрёшек (раскрашенных по мотивам русских народных сказок) ограниченными партиями начали выпускать сувенирные матрёшки, изготовленные в честь знаменательных событий.
В СССР матрёшки выпускались в широком ассортименте (наиболее массовым типом были восьмиместные, также серийно выпускались 3-, 5- и 12-местные). Главным центром производства оставался Сергиев Посад, но в ряде мест был освоен выпуск матрёшек с национальной росписью — башкирских в Уфе, с росписью северных народностей в Сыктывкаре, в Бресте выпускались матрёшки-неваляшки. Сейчас матрёшки делают в различных мастерских.
Сначала подбирают подходящий вид древесины. Из-за мягкости в основном выбирают липу, реже ольху или берёзу. Деревья обычно срубают ранней весной, снимают кору, но не полностью, чтобы во время сушки древесина не давала трещин. Затем брёвна складируют и сушат в течение нескольких лет в хорошо вентилируемом месте. Древесина может заготавливаться в регионе изготовления или быть завозной.
К обработке древесины необходимо приступать тогда, когда она не сухая, но и не сырая. Каждая заготовка проходит более десятка операций. Самую маленькую куклу делают первой.
Когда матрёшка готова, приступают к следующей фигурке, в которую войдёт первая. Заготовка необходимой высоты обрабатывается и разрезается на верхнюю и нижнюю части. Первой делается нижняя часть. Затем удаляют древесину изнутри обеих частей второй куклы так, чтобы меньшая кукла плотно вставлялась внутрь. Потом процесс повторяется для куклы бо́льшего размера, в которую войдут две предыдущие и т. д. Количество кукол может быть различным.
В заключение процесса каждую куклу покрывают масляным лаком. После окончательной сушки и полировки художник приступает к раскраске. В качестве красок используется акварель, гуашь, темпера, реже масляные краски. Несмотря на разнообразие красок, мастера по-прежнему отдают предпочтение гуаши.

## Роспись
Контуры могут обводиться чёрным или выжигаться. В вятской матрёшке использовали декорацию узорами из соломки. Образы могут выделяться в сторону художественной росписи (растительные мотивы) или натуралистичности (наличие рук, детали одежды), а также тематическими (например, сказочные). Примером похожей росписи может выступать роспись деревянных пасхальных яиц.

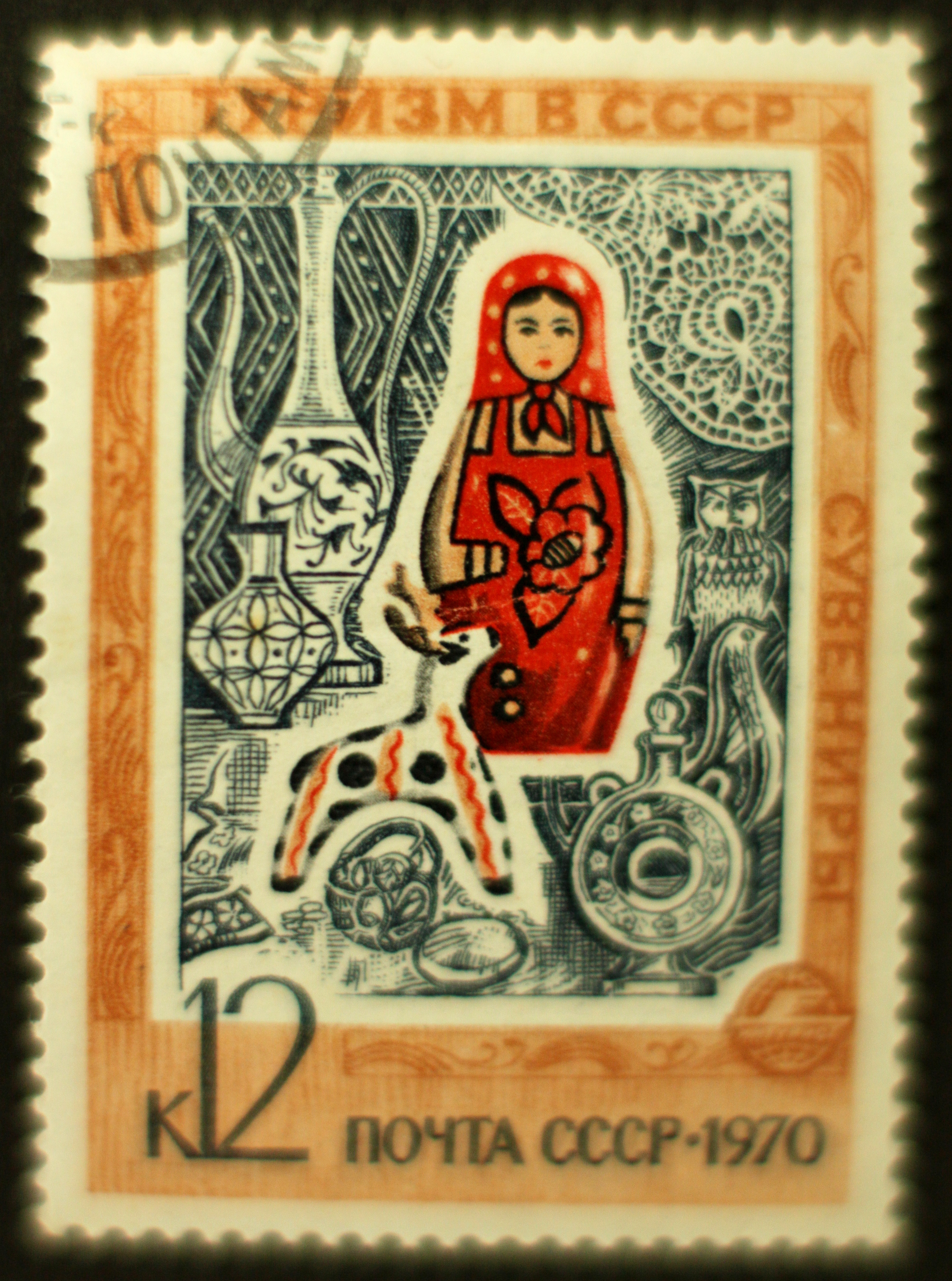
Советская марка 1970 года
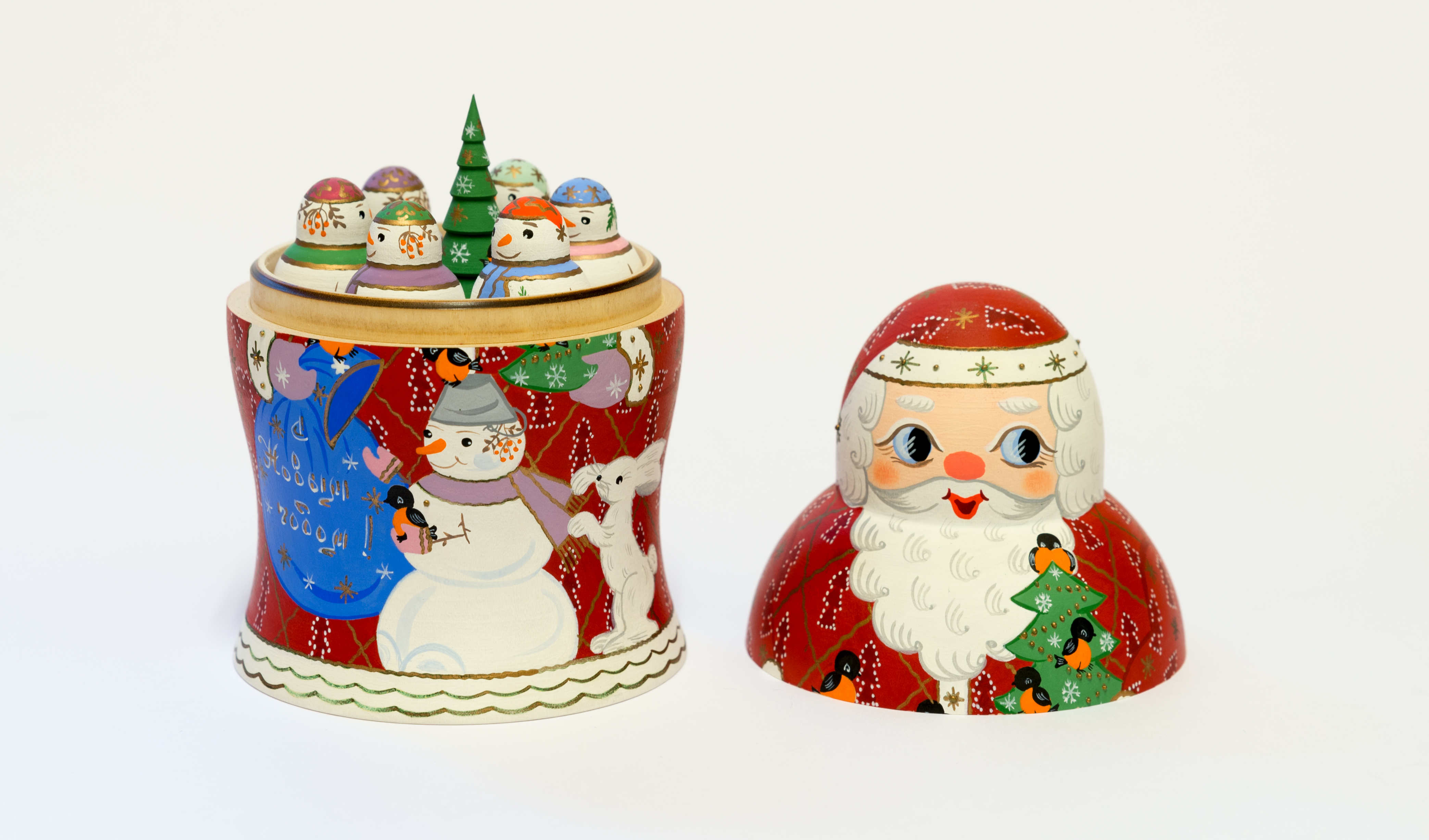
Новогодняя матрёшка в виде Деда Мороза и снеговиков
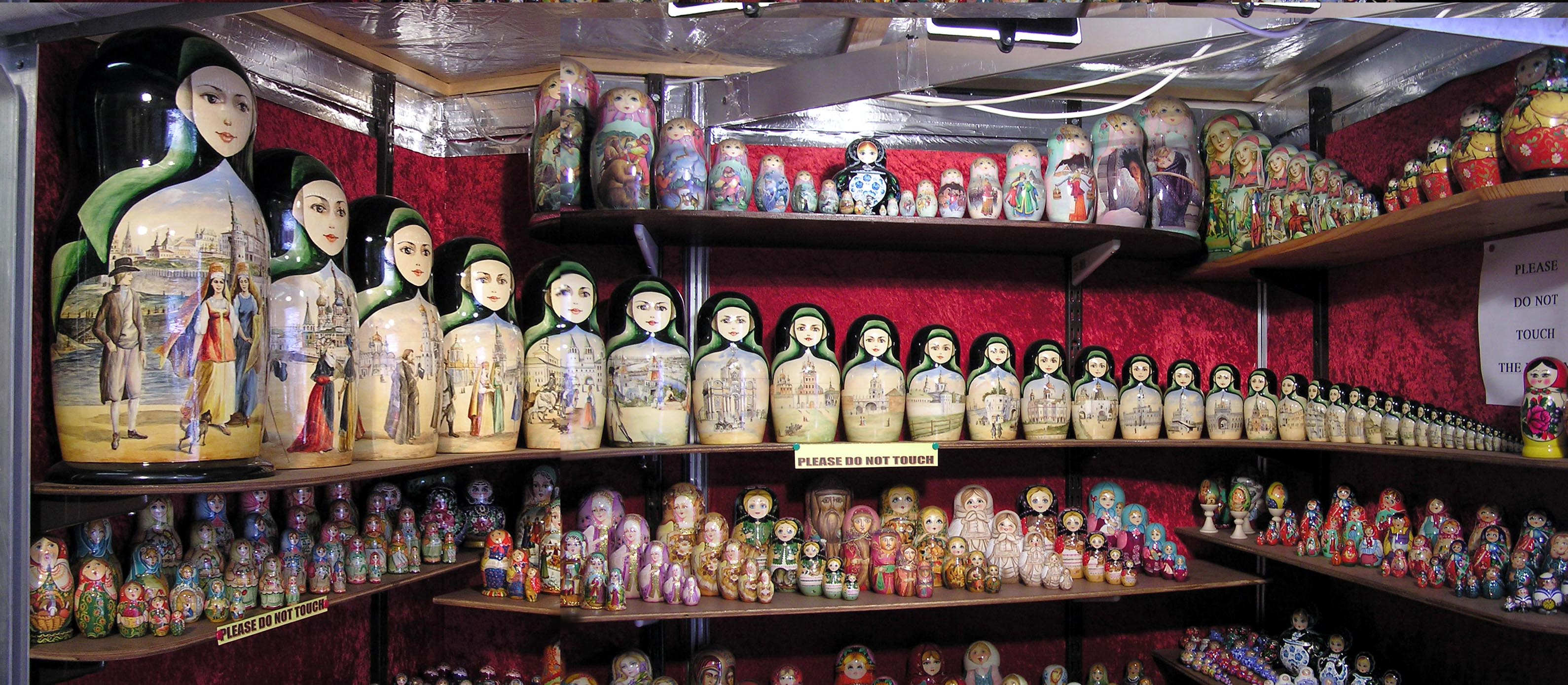
Набор из 37 матрёшек
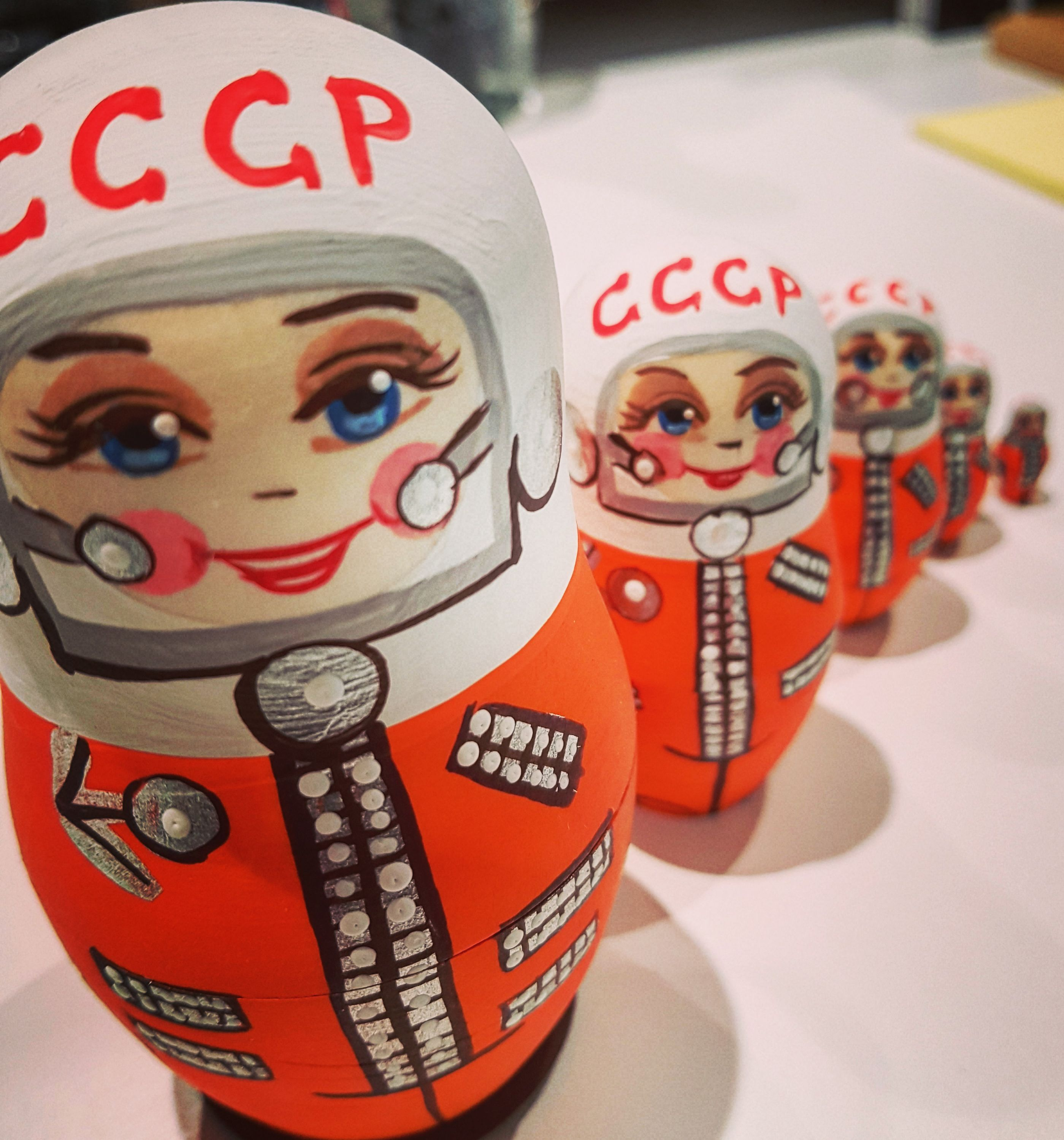
Роспись в честь космонавта В. В. Терешковой
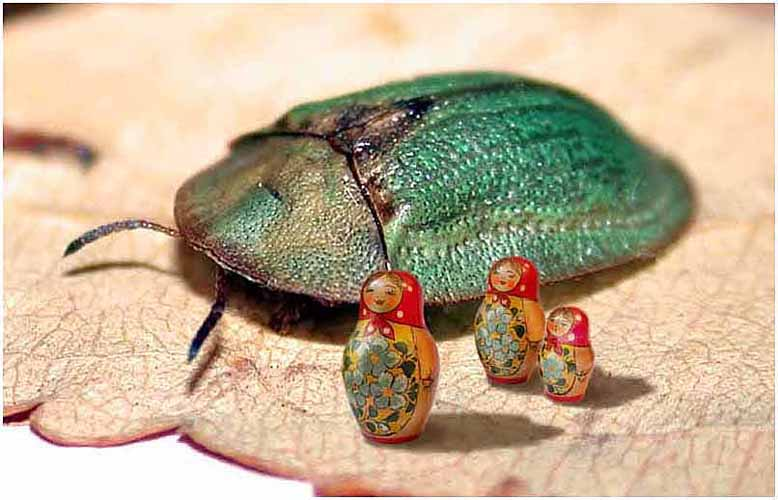
Микроматрёшка
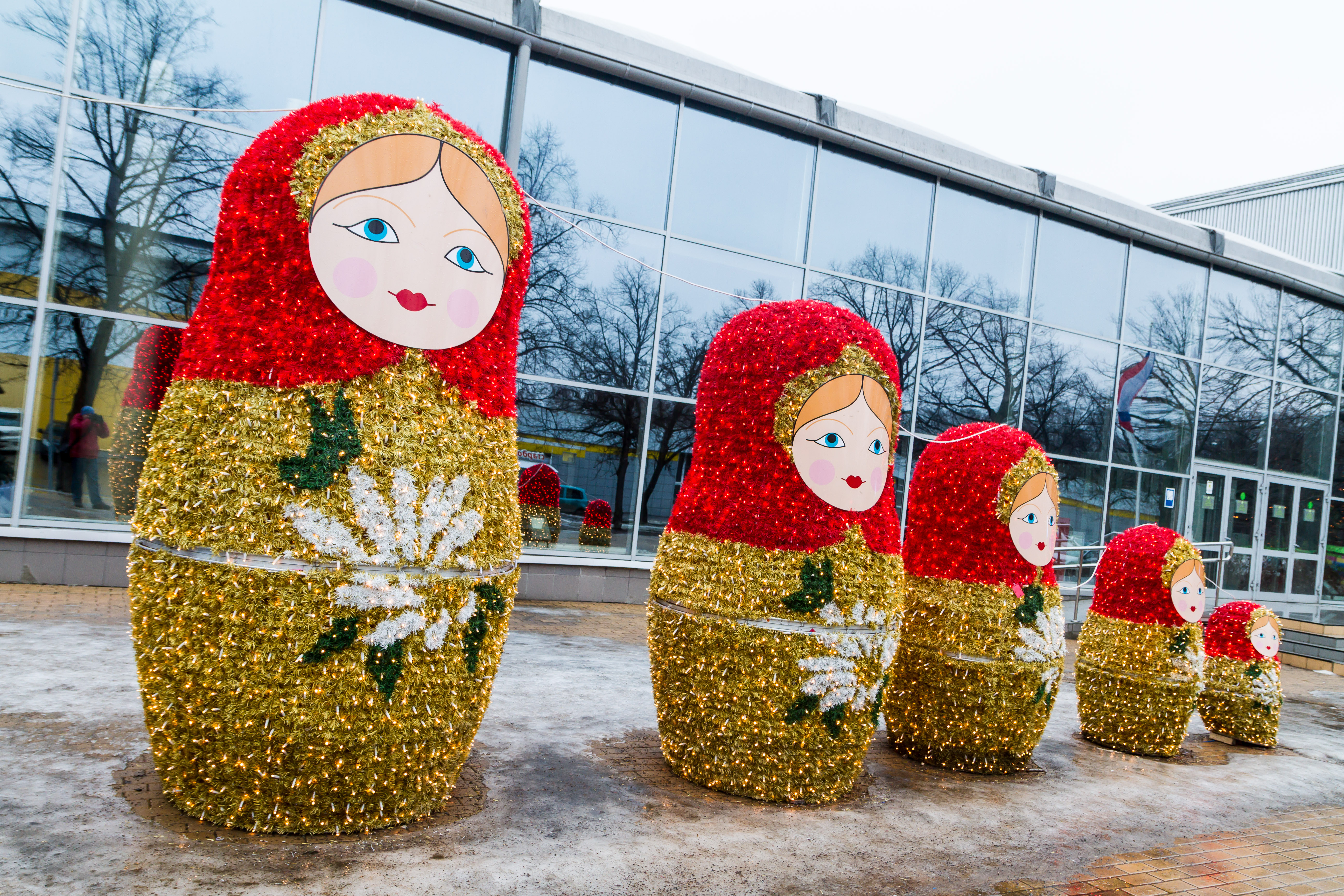
Крупные скульптуры матрёшек в Сокольниках, Москва, январь 2014 года
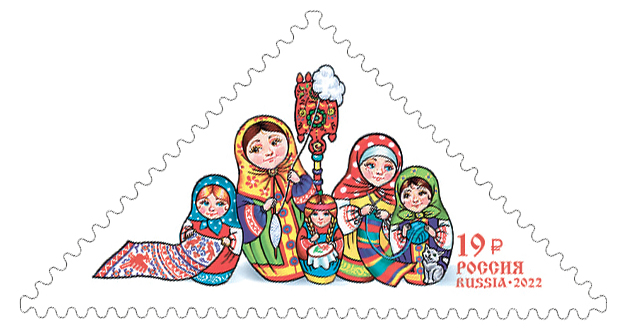
Почтовая марка 2022 год. Серия «Декоративно-прикладное искусство России». Матрёшка

## Как эмодзи

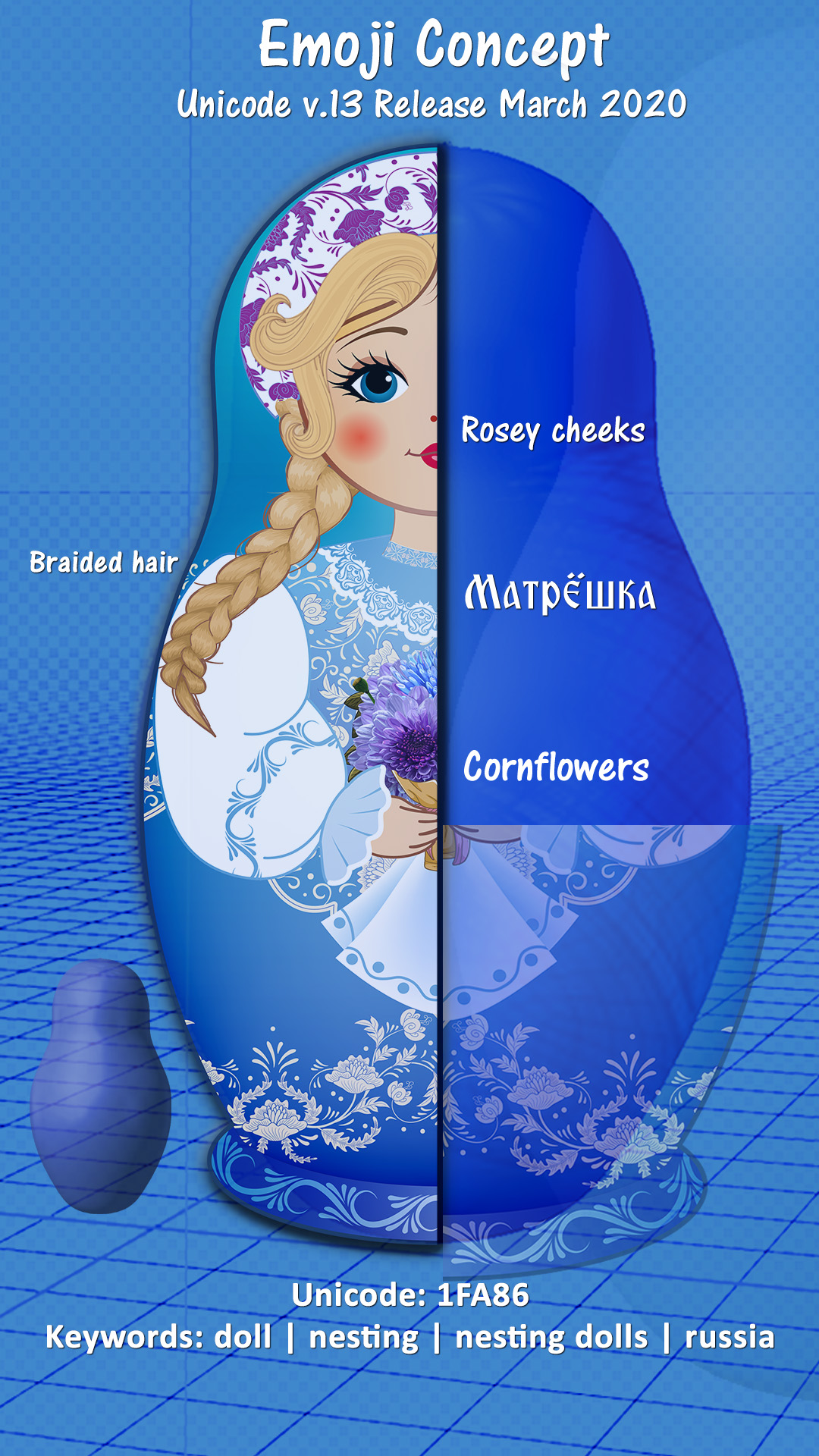
Оригинальная концепция для эмодзи «Матрёшка» от дизайнера Джеффа Грея.

В марте 2020 года Консорциум Юникода утвердил матрёшку в качестве нового символа в Emoji 13.0. Матрёшка была представлена Джефом Греем как нерелигиозный или политический символ восточноевропейской культуры. Символ получил кодовую позицию U+1FA86 🪆 nesting dolls.

## Музеи матрёшки
В нескольких городах работают музеи матрёшки: в Москве (в Леонтьевском переулке), Нижнем Новгороде, Нолинске, Калязине, Вознесенском и Сергиевом Посаде. Экспозиция, посвящённая матрёшкам и иным сувенирам с урало-сибирской росписью, произведённым Туринской фабрикой детской игрушки, выставлена в краеведческом музее г. Туринска Свердловской области.